# Allorhogas tectus
Allorhogas tectus är en stekelart som beskrevs av Marsh 2002. Allorhogas tectus ingår i släktet Allorhogas och familjen bracksteklar. Inga underarter finns listade i Catalogue of Life.